# Пневматичний сепаратор

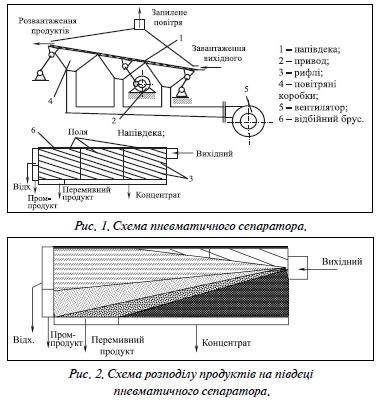

Пневматичний сепаратор (рос. пневматический сепаратор, англ. pneumatic separator, нім. Windsichter m, Luftstrahlscheider m, Luftstromsichter m) — сепаратор для пневматичного збагачення корисних копалин (переважно вугілля) за густиною.

## Загальний опис
Процес сепарації здійснюється на похилій перфорованій поверхні, що оснащена рифлями змінної висоти і зазнає механічних струшувань у поздовжньому напрямі. Повітряний потік надходить у сепаратор від вентиляторів або повітродувок через отвори сита. Сфера використання С.п. обмежується легкою та середньою збагачуваністю матеріалу та його вологою до 4-5 %. Пневматичні сепаратори використовують для збагачення вугілля крупністю 6(13) — 50(75) мм.
Конструктивно С.п. являє собою (рис. 1, 2) герметичний короб із двома напівдеками 1, що одержують зворотно-поступальний рух від приводного механізму 2. На півдеках, покритих рашпільними ситами з отворами трикутної форми розміром 3 мм, закріплені рифлі 3, розташовані під кутом до осі сепаратора. Півдеки мають регульований поперечний і по-довжній похил. Кожна півдека розділена на три поля, під якими змонтовані повітряні коробки 4, з'єднані патрубками повіт-ропроводу з вентилятором 5. Вугілля через завантажувальний пристрій подається в нижню зону деки сепаратора. Під дією висхідного або пульсуючого повітряного струменя матеріал розшаровується за густиною і крупністю. Зерна вугілля, займаю-чи верхні шари постелі, скочуються через рифлі в поперечному напрямку і розвантажуються уздовж бортів півдек. Порода осаджується в жолобках між рифлями і під дією коливальних рухів короба переміщається до середини деки до відбійного бруса 6, а потім уздовж його до приймального жолоба. Утворюється віяло продуктів збагачення (рис. 2.).

## Приклади реалізації

Пневматичний сепаратор СП-106

Пневматичний сепаратор СП-106 (рис.) складається з односхилої деки 1, яка розділена на три поля; дифузорів 3 для подачі повітря під деку; рами 4 і поворотної рами 5, похилих опор 6 і привода 7 сепаратора.
На деці, що покрита рашпільними ситами з отворами трикутної форми розміром 3 мм, укріплені рифлі 2, розташовані під кутом до осі сепаратора. Дека розділена на три поля, під якими змонтовані дифузори 3, з'єднані повітропроводом 9 з вентилятором 10. Пульсуючий висхідний потік створюється пульсаторами 8, під якими встановлені дросельні заслінки, що призначені для регулювання подачі повітря під кожне поле.
Над декою встановлений витяжний зонт 11.
Привод 7 сепаратора, установлений на рамі 4, придає коробу з декою зворотно-поступального руху. Для урівноваження сил інерції коливальних мас короба на ексцентрикових валах привода насаджені дебаланси.
Регулювання подовжнього кута нахилу деки здійснюється підйомом або опусканням поворотної рами за допомогою механізму 12.
Вугілля через завантажувальний лотік 13 подається в нижню зону деки сепаратора. Під дією висхідного пульсуючого повітряного струменя і коливань деки матеріал розшаровується за густиною і крупністю.
Зерна вугілля, займаючи верхні шари постелі, скочуються через рифлі в поперечному напрямку і розвантажуються уздовж бортів напівдек. Порода осаджується в жолобках між рифлями і переміщається під дією коливальних рухів короба до середини деки до відбійного бруса 14, а потім уздовж його до прийомного жолоба.
За час сепарації деяка частина матеріалу не встигає розділитися і видаляється з деки у вигляді механічної суміші зерен різної густини і крупності. Ці зерна створюють перемивний продукт і підлягають перезбагаченню разом з вихідним матеріалом.
Сепаратор СП-112 від сепаратора СП-106 відрізняється тільки величиною площі робочої поверхні і відповідно більшою продуктивністю.
Сепаратори УШ-3, СПК –40, СПК-40А, СПК-40М, СПБ –100, СПБ-100М, ОСП –100 з виробництва зняті.
Пневмовібраційний сепаратор ПВМ, призначений для збагачення вугілля, руд і інших сипких матеріалів густиною до 2,8 т/м3, крупністю до 75 мм і вологістю до 8 %. Він, у порівнянні з іншими сепараторами, має простішу конструкцію приводу, меншу металоємність, дозволяє оперативно регулювати вібродинамічний режим і є більш зручним в експлуатації і ремонті.
Із зарубіжних пневмосепараторів характерні конструктивні особливості мають сепаратори фірми «Гумбольт» (Німеччина), в яких дві деки встановлені паралельно і кожна з них розділена на 8 полів (4 по довжині і 2 по ширині). Сепаратори, які експлуатують у США, виготовлюють з трапецеподібною, V- подібною та іншими формами дек для більш повного використання їх робочої поверхні.

## Технічні характеристики

Технічні характеристики пневматичних сепараторів і відсаджувальних машин